# Canthonosoma mastersi
Canthonosoma mastersi är en skalbaggsart som beskrevs av Macleay 1871. Canthonosoma mastersi ingår i släktet Canthonosoma och familjen bladhorningar. Inga underarter finns listade.